# Clearingstelle Urheberrecht im Internet
Die Clearingstelle Urheberrecht im Internet, kurz CUII, ist ein Zusammenschluss von Internetdienstanbietern und Vertretern von Urheberrechteinhabern, der  in Deutschland die Sperrung von Webseiten koordiniert, die er als strukturell urheberrechtsverletzend einstuft. Die CUII wird durch eine Geschäftsstelle innerhalb des Vereins „Selbstregulierung Informationswirtschaft e. V.“ vertreten.

## Vorgehen
Die Clearingstelle empfiehlt die Sperrung von Webseiten, die von ihr als strukturell urheberrechtsverletzend eingestuft werden. Darunter sind nach ständiger Rechtsprechung des Bundesgerichtshofs (BGH) und des Europäischen Gerichtshofs (EuGH) Webseiten zu verstehen, die urheberrechtlich geschützte Werke planmäßig und ohne Berechtigung vielen Nutzern zugänglich machen.
Die Mitglieder der CUII vereinbarten am 18. Januar 2021 einen Verhaltenskodex und eine Verfahrensordnung, nach deren Richtlinien ein Sperrverfahren abläuft. Das Verfahren beginnt mit einem Antrag eines Rechteinhabers, der unmittelbar oder mittelbar Mitglied der CUII ist. Die Clearingstelle erteilt eine Sperrempfehlung, wenn ein dreiköpfiger Prüfungsausschuss unter Vorsitz eines geheimen, pensionierten Richters des Bundesgerichtshofes sie einstimmig empfiehlt. Die Bundesnetzagentur hat das Vorgehen der CUII geprüft und hält die DNS-Sperren für unbedenklich und vereinbar mit den Vorgaben der Netzneutralität. Die einzelnen Verfahren der CUII werden nochmals von der Bundesnetzagentur jeweils darauf überprüft, ob „die Sperre zur Durchsetzung von nationalen Rechtsvorschriften erforderlich ist und ob dabei die Vorgaben zur Netzneutralität eingehalten werden“. Judikative Instanzen (Gerichte) werden nicht in das Verfahren eingebunden, was mit einer Zeitersparnis bei der Durchsetzung begründet wird.
Umgesetzt werden die Beschlüsse durch Domain-Name-System-Sperren der teilnehmenden Internetdienstanbieter. Durch das Einstellen eines alternativen DNS-Servers oder die Nutzung eines Virtual-Private-Networks (VPN) können die Sperrungen umgangen werden.

## Geschichte
Die erste Empfehlung zur Sperrung einer Domain hatte der Prüfungsausschuss am 22. Februar 2021 beschlossen. Es traf die Domain s.to des Anbieters Serien.sx. Über die Einrichtung der Clearingstelle wurde die Öffentlichkeit am 11. März 2021 informiert. Am selben Tag erklärte das Bundeskartellamt, gegen den Start der Clearingstelle keine Einwände zu haben.
Im Juli 2025 teilte die CUII auf ihrer Webseite mit, dass die Bundesnetzagentur sich zukünftig auf ihre Pflichtaufgaben fokussieren wolle. Aus diesem Grund habe sie die CUII darum gebeten die Überprüfung mutmaßlich urheberrechtsverletzender Seiten künftig gerichtlich vornehmen zu lassen. Daraufhin beendete die CUII die Praxis Webseiten ohne Gerichtsbeschluss zu sperren. Sie wolle zukünftig die Durchführung gerichtlicher Sperrverfahren und die Umsetzung von gerichtlichen Sperranordnungen koordinieren.

### Sperrempfehlungen
Die CUII veröffentlicht die Namen der zur Sperrung empfohlenen Websites, allerdings nicht alle zugehörigen Domains. Die Liste der 144 im August 2024 gesperrten Domains wurde durch einen Leak öffentlich bekannt.
| URL                  | Beschlussdatum   | Merkmale der Seite                                |
| -------------------- | ---------------- | ------------------------------------------------- |
| nox.to               | 28. Mai 2025     | Downloadlinks für Filme                           |
| getrockmusic.net     | 22. Juli 2024    | Downloadlinks für Musik                           |
| libgen.gs            | 27. Mai 2024     | Schattenbibliothek                                |
| totalsportek.pro     | 29. April 2024   | Sportstreaming                                    |
| ziperto.com          | 2. April 2024    | Downloads von Spielen                             |
| filmpalast.to        | 4. März 2024     | Streaminglinks für diverse Filme                  |
| romslab.com          | 4. März 2024     | Downloads von Spielen                             |
| nwsgame.com          | 1. März 2024     | Downloads von Spielen, hauptsächlich für Konsolen |
| megakino.co          | 27. Februar 2024 | Streaminglinks für diverse Filme                  |
| sci-hub.st           | 8. Januar 2024   | Schattenbibliothek                                |
| buffstreams.sx       | 8. Januar 2024   | Sportstreaming                                    |
| filmfans.org         | 7. August 2023   | Downloadlinks für Filme                           |
| serienfans.org       | 7. August 2023   | Downloadlinks für Serien                          |
| jokerlifestream.co   | 22. März 2023    | Livestreams für Sportereignisse                   |
| isrbx.me             | 23. Januar 2023  | Downloadlinks für Musik                           |
| taodung.com          | 5. Dezember 2022 | Downloads von Spielen, hauptsächlich für Konsolen |
| serienjunkies.org    | 4. April 2022    | Downloadlinks für diverse deutschsprachige Serien |
| cine.to              | 7. Juni 2022     | Streaminglinks hauptsächlich für Kinofilme        |
| kinox.to             | 31. Januar 2022  | Streaminglinks für diverse Filme                  |
| streamkiste.tv       | 26. Juli 2021    | Streaminglinks für diverse Filme                  |
| bs.to                | 26. Juli 2021    | Streaminglinks für diverse Serien                 |
| newalbumreleases.net | 25. Mai 2021     | Downloadlinks für Musik                           |
| nsw2u.com            | 6. April 2021    | Downloads von Spielen, hauptsächlich für Konsolen |
| canna.to             | 9. März 2021     | Downloadlinks für Musik                           |
| s.to/serien.sx       | 22. Februar 2021 | Streaminglinks für diverse Serien                 |

## Kritik
Markus Beckedahl von Netzpolitik.org befürchtete, dass autoritäre Kräfte die aufgebaute Zensurinfrastruktur zur Einschränkung der Meinungs- und Informationsfreiheit gebrauchen könnten, wenn sie an die Macht kämen. Felix Reda von der Gesellschaft für Freiheitsrechte sah durch die CUII das Grundrecht auf Informationsfreiheit und die Netzneutralität in Gefahr. Des Weiteren kritisierte er die Umgehung der Gerichte und befürchtete, die CUII ebne „den Weg für weitere außergerichtliche Einschränkungen der Kommunikationsfreiheit.“ Zudem wird kritisiert, dass das Verfahren der CUII Anreize setzt, welche die Neutralität der Prüfer zweifelhaft erscheinen lässt.
Der Grünen-Abgeordnete Konstantin von Notz kritisierte das Vorgehen der CUII. Er stellte dabei die Neutralität der CUII sowie die Vereinbarkeit ihres Vorgehens mit den europäischen Vorgaben zur Netzneutralität in Frage.
Die CUII wurde 2024 und 2025 dafür kritisiert, dass die (fortlaufende) Prüfung der Sperrvoraussetzungen nicht zuverlässig erfolgt.

## Mitglieder
Die teilnehmenden Internetdienstanbieter, welche die Sperrempfehlungen umsetzen, sind 1&1, Deutsche Glasfaser Holding, Freenet DLS, Telefónica Germany, Telekom Deutschland und Vodafone Deutschland. Von den Urhebervertretern wirken der AllScreens Verband Filmverleih und Audiovisuelle Medien, der Börsenverein des Deutschen Buchhandels, der Bundesverband Musikindustrie, die DFL Deutsche Fußball Liga, der Game – Verband der deutschen Games-Branche, die Gesellschaft für musikalische Aufführungs- und mechanische Vervielfältigungsrechte (GEMA), die Motion Picture Association, Sky Deutschland und International Association of Scientific, Technical and Medical Publishers (STM) bei der CUII mit.